# Étoile sous-géante
| Classes de luminosité dans le diagramme de Hertzsprung-Russell. · Les sous-géantes correspondent à la classe IV. |
| Diagramme de Hertzsprung-Russell Type spectral Naines brunes Naines blanches Sous-naines Séquence principale · ("naines") Sous-géantes Géantes Étoiles géantes lumineuses Supergéantes Hypergéantes Magnitude · absolue · (MV) |

Les étoiles sous-géantes sont une classe d'étoiles qui sont plus brillantes que les étoiles normales (naines) de la séquence principale de même type spectral, mais moins brillantes que les vraies géantes.
On pense que ce sont des étoiles qui sont en train ou qui ont déjà cessé la fusion de l'hydrogène dans leur cœur. Dans les étoiles d'environ une masse solaire, cela provoque la contraction du cœur, ce qui augmente suffisamment la température centrale de l'étoile pour déplacer la fusion de l'hydrogène dans une couche entourant le cœur. Finalement, cela provoque le gonflement de l'étoile qui est en train de se transformer en vraie géante. Au début de la phase sous-géante (par exemple Procyon A) le diamètre et la luminosité ont augmenté, mais l'étoile doit encore se refroidir et changer de couleur de façon significative. Les sous-géantes plus tardives qui sont plus proches de devenir de vraies géantes ont des diamètres plus importants et une température plus basse que les étoiles de masse comparable de la séquence principale. La luminosité globale change peu dans la phase sous-géante, une caractéristique bien visible dans les diagrammes de Hertzsprung-Russell des amas globulaires.
Dans la classification MKK, leur classe de luminosité est IV.